# پروانه‌ماهی بینی‌دراز زرد
پروانه‌ماهی بینی‌دراز زرد (نام علمی: Forcipiger flavissimus) نام یک گونه از سرده پروانه‌ماهی‌های بینی‌دراز است.